# Еспіноса-де-лос-Кабальєрос
Еспіноса-де-лос-Кабальєрос (ісп. Espinosa de los Caballeros) — муніципалітет в Іспанії, у складі автономної спільноти Кастилія-і-Леон, у провінції Авіла. Населення — 111 осіб (2010).
Муніципалітет розташований на відстані близько 110 км на північний захід від Мадрида, 41 км на північ від Авіли.

## Демографія
Динаміка населення (INE ):